# Сомерсет, Генри, 1-й герцог Бофорт
Генри Сомерсет (англ. Henry Somerset; 1629, Раглан, Монмутшир, Уэльс, Королевство Англия — 21 января 1700, Бадминтон-хаус, Глостершир, Королевство Англия) — английский аристократ, 3-й маркиз Вустер, 7-й граф Вустер и 9-й барон Герберт с 1667 года, 1-й герцог Бофорт с 1682 года (в 1646—1667 годах носил титул учтивости лорд Герберт). Кавалер ордена Подвязки. Заседал в парламенте во времена протектората Кромвеля.

## Биография
Генри Сомерсет родился приблизительно в 1629 году в замке Раглан в Монмутшире и стал единственным сыном Эдуарда Сомерсета, наследника 5-го графа Вустера, и Элизабет Дормер. Он принадлежал к побочной ветви королевской династии Плантагенетов, его семье принадлежали обширные владения на юго-западе Англии и в Уэльсе. В 1642 году 5-му графу Вустеру был пожалован титул маркиза Вустера. После его смерти в 1646 году Генри как наследник маркиза получил титул учтивости лорд Герберт.
Во время гражданской войны Сомерсеты встали на сторону Карла I. Король пообещал Генри в награду за отцовские заслуги руку своей дочери Елизаветы, но этот брак не был заключён. После победы парламента лорд Герберт покинул Англию, но в 1650 году вернулся. Он перешёл из католичества в протестантизм, получил от Оливера Кромвеля пенсию, а в 1654 году был избран в первый парламент протектората как депутат от Брекнокшира под именем мистер Герберт. После смерти Кромвеля в 1658 году Сомерсет присоединился к партии, которая требовала созыва «полного и свободного парламента». Его заподозрили в причастности к роялистскому заговору, так что он провёл несколько месяцев в Тауэре. В 1660 году мистера Герберта снова избрали в парламент — на этот раз от Момутшира.
Сомерсет входил в состав делегации, посетившей Карла II в Бреде для того, чтобы обсудить условия реставрации монархии. Когда реставрация состоялась, Сомерсет-старший вернулся в Палату лордов, конфискованные владения были возвращены. Однако основная их часть перешла к Генри, который назначил отцу годовую ренту в 4 тысячи фунтов стерлингов. В том же году лорд Герберт стал лордом-лейтенантом Глостершира, Херефордшира и Монмутшира, в 1661 году он был переизбран от Монмутшира в Палату общин («Парламент кавалеров»). После смерти отца в 1667 году он перешёл в Палату лордов как 3-й маркиз Вустер.
В апреле 1672 года Сомерсет стал лордом-президентом Совета Уэльса и членом Тайного совета, в мае — кавалером ордена Подвязки. Будучи убежденным сторонником придворной партии, он проголосовал в 1680 году против Билля об отводе, лишавшего прав на престол брата Карла II, католика Якова. Палата общин после этого попросила короля отстранить маркиза от должностей, но тот ответил отказом. 2 декабря 1682 года Сомерсет получил титул герцога Бофорта, отсылавший к его предку Джону Бофорту, 1-му графу Сомерсету. Когда Яков унаследовал корону, герцог был назначен джентльменом в королевской спальне и командиром 11-го пехотного полка (1685). Во время восстания герцога Монмута он принял энергичные меры, чтобы удержать Бристоль. В октябре 1688 года, когда происходила Славная революция, герцог снова занял Бристоль и приготовился защищать его от сторонников Вильгельма Оранского, но был вынужден сдаться превосходящим силам противника.
В Палате лордов Бофорт проголосовал за предоставление Вильгельму Оранскому полномочий регента, но не короны. Тем не менее он принес присягу новому королю в марте 1689 года. Позже герцога подозревали в причастности к якобитским заговорам, в феврале 1696 года в его доме даже прошёл обыск, но никакие улики не были найдены.
Герцог Бофорт умер в Бадминтоне 21 января 1700 года. Он был похоронен в в часовне Святого Георгия в Виндзоре, в 1878 году его останки перезахоронили в церкви Святого Михаила и всех Ангелов в Бадминтоне.

## Семья

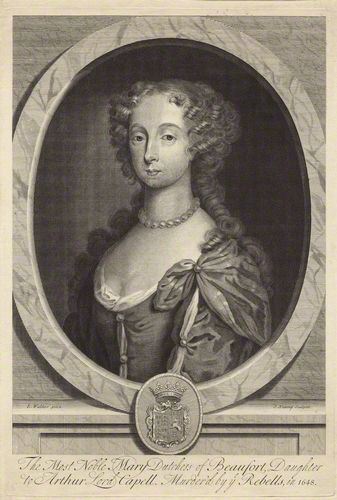
Мэри Капель (1630—1715), супруга Генри Сомерсета, 1-го герцога Бофорта

17 августа 1657 года Генри Сомерсет женился на Мэри Капель, дочери Артура Капеля, 1-го барона Капеля, и Элизабет Моррисон, вдове Генри Сеймура, лорда Бошана. В этом браке родились пять сыновей и четыре дочери:
- Генри, лорд Герберт, умер во младенчестве[8];
- Чарльз (декабрь 1660 — 13 июля 1698), маркиз Вустер[9];
- Артур (29 сентября 1671 — июль 1743)[10];
- Мэри (1664 — 19 ноября 1733), жена Джеймса Батлера, 2-го герцога Ормонда[11];
- Генриетта (ок. 1669 — 10 августа 1715), жена Генри Горацио О’Брайена, лорда Ибракена, и Генри Говарда, 6-го графа Саффолка[12];
- Энн (22 июля 1673 — 17 февраля 1763), жена Томаса Ковентри, 2-го графа Ковентри[13];
- дочь, имя которой неизвестно, умерла в детстве[14].

Чарльз умер при жизни отца, так что семейные владения и титулы перешли к его сыну Генри.